# Сарыколь (Костанайская область)
Сарыко́ль (каз. Сарыкөл) — посёлок городского типа, центр Сарыкольского района Костанайской области Казахстана. Расположен на востоке области, в 6 км от железнодорожной станции Новоурицк (на линии Костанай—Кокшетау), на автодороге Костанай—Кокшетау. Административный центр и единственный населённый пункт Сарыкольской поселковой администрации. Код КАТО — 396230100.
На востоке находится озеро Сарыколь.
Близ населённого пункта ведётся добыча угля.

## История
Село Всесвятское основано в 1898 году, в день религиозного праздника «Всех святых», в честь которого получил свое название. С 1919 по 1922 года — административный центр Всесвятского района. В 1923 году переименовано в Урицкий в честь М. С. Урицкого. В 1997 году переименован в Сарыколь.

## Население
В 1999 году население посёлка составляло 10284 человека (5011 мужчина и 5273 женщины). По данным переписи 2009 года, в посёлке проживало 9469 человек (4594 мужчины и 4875 женщин).
На начало 2019 года, население посёлка составило 8858 человек (4376 мужчин и 4482 женщины). Февраль 2022 года, население насчитывает 8691 человек.